# Cneorrhinicollis
Cneorrhinicollis är ett släkte av skalbaggar. Cneorrhinicollis ingår i familjen vivlar.
Kladogram enligt Catalogue of Life:
| Cneorrhinicollis | \| \| Cneorrhinicollis ennediensis \| \| \| \| \| \| Cneorrhinicollis mateui \| \| \| \| |
|                  | \| \| Cneorrhinicollis ennediensis \| \| \| \| \| \| Cneorrhinicollis mateui \| \| \| \| |
|                  | Cneorrhinicollis ennediensis                                                             |
|                  |                                                                                          |
|                  | Cneorrhinicollis mateui                                                                  |
|                  |                                                                                          |